# 土倉一成
土倉 一成（とくら かずなり、慶長17年（1612年） - 貞享5年5月7日（1688年6月4日））は、備前岡山藩の家老。
父は岡山藩家老土倉勝看。母は村上周防守の娘。正室は鵜殿大隅の娘。子は一長。通称は淡路。
慶長17年（1612年）、池田家家老土倉勝看の子として生まれる。寛永4年（1627年）、因幡鳥取藩主であった池田光政に仕え、知行1000石を賜る。寛永9年（1632年）、光政の岡山転封に伴って、備前磐梨郡佐伯に移る。寛永14年（1637年）、父勝看の死去により家督相続し、岡山藩家老、佐伯1万1000石の領主となる。明暦3年（1657年）、藩主世子綱政の屋形（岡山城西丸）建設のために屋敷を移転した。天和2年（1682年）、隠居して一長に家督を譲る。貞享5年5月7日没。